# فروچیو آزارینی
فروچیو آزارینی (انگلیسی: Ferruccio Azzarini; ۸ نوامبر ۱۹۲۴ – ۱ ژوئن ۲۰۰۵) بازیکن فوتبال اهل ایتالیا بود.
از باشگاه‌هایی که در آن بازی کرده‌است می‌توان به باشگاه فوتبال اینتر میلان و باشگاه فوتبال وارزه اشاره کرد.